# حیدرآباد (مشکان)
حیدرآباد روستایی در دهستان ده چاه بخش مشکان شهرستان نی‌ریز استان فارس ایران است.

## جمعیت
بر پایه سرشماری عمومی نفوس و مسکن در سال ۱۳۹۵ جمعیت این روستا ۲۱ نفر (۷ خانوار) بوده‌است.